# Sezona Velikih nagrad 1929
Sezona Velikih nagrad 1929, dirke niso bile povezane v prvenstvo.

## Dirkači in moštva

### Tovarniška moštva
| Moštvo                     | Konstruktor | Šasija        | Motor                                                      | Dirkači             |
| -------------------------- | ----------- | ------------- | ---------------------------------------------------------- | ------------------- |
| Societá Anonima Alfa Romeo | Alfa Romeo  | 6C-1750 P2    | 1,8 L vrstni-6 2,3 L vrstni-8                              | Giuseppe Campari    |
| Societá Anonima Alfa Romeo | Alfa Romeo  | 6C-1750 P2    | 1,8 L vrstni-6 2,3 L vrstni-8                              | Gastone Brilli-Peri |
| Societá Anonima Alfa Romeo | Alfa Romeo  | 6C-1750 P2    | 1,8 L vrstni-6 2,3 L vrstni-8                              | Tazio Nuvolari      |
| Societá Anonima Alfa Romeo | Alfa Romeo  | 6C-1750 P2    | 1,8 L vrstni-6 2,3 L vrstni-8                              | Tazio Nuvolari      |
| Officine Alfieri Maserati  | Maserati    | 26 26B 26R V4 | 1,5 L vrstni-8 1,7 L vrstni-82,0 L vrstni-8 4,0 L vrstni-8 | Baconin Borzacchini |
| Officine Alfieri Maserati  | Maserati    | 26 26B 26R V4 | 1,5 L vrstni-8 1,7 L vrstni-82,0 L vrstni-8 4,0 L vrstni-8 | Ernesto Maserati    |
| Officine Alfieri Maserati  | Maserati    | 26 26B 26R V4 | 1,5 L vrstni-8 1,7 L vrstni-82,0 L vrstni-8 4,0 L vrstni-8 | Luigi Fagioli       |
| Automobiles Ettore Bugatti | Bugatti     | T35B T35C     | 2,0 L vrstni-8 2,3 L vrstni-8                              | Louis Chiron        |
| Automobiles Ettore Bugatti | Bugatti     | T35B T35C     | 2,0 L vrstni-8 2,3 L vrstni-8                              | Albert Divo         |
| Automobiles Ettore Bugatti | Bugatti     | T35B T35C     | 2,0 L vrstni-8 2,3 L vrstni-8                              | Guy Bouriat         |
| Automobiles Ettore Bugatti | Bugatti     | T35B T35C     | 2,0 L vrstni-8 2,3 L vrstni-8                              | »Williams«          |
| Automobiles Ettore Bugatti | Bugatti     | T35B T35C     | 2,0 L vrstni-8 2,3 L vrstni-8                              | Caberto Conelli     |
| Automobiles Ettore Bugatti | Bugatti     | T35B T35C     | 2,0 L vrstni-8 2,3 L vrstni-8                              | Ferdinando Minoia   |
| Automobiles Ettore Bugatti | Bugatti     | T35B T35C     | 2,0 L vrstni-8 2,3 L vrstni-8                              | Louis Wagner        |
| Automobiles Ettore Bugatti | Bugatti     | T35B T35C     | 2,0 L vrstni-8 2,3 L vrstni-8                              | »Philippe«          |
| Officine Meccanice SA      | OM          | 665 665S      | 2,2 L vrstni-6                                             | Giuseppe Morandi    |
| Officine Meccanice SA      | OM          | 665 665S      | 2,2 L vrstni-6                                             | Archimede Rosa      |

### Neodvisna moštva
| Moštvo             | Konstruktor | Šasija | Motor                         | Dirkači             |
| ------------------ | ----------- | ------ | ----------------------------- | ------------------- |
| Scuderia Materassi | Talbot      | 700    | 1,5 L vrstni-8 1,7 L vrstni-8 | Gastone Brilli-Peri |
| Scuderia Materassi | Talbot      | 700    | 1,5 L vrstni-8 1,7 L vrstni-8 | Luigi Arcangeli     |
| Scuderia Materassi | Talbot      | 700    | 1,5 L vrstni-8 1,7 L vrstni-8 | Carlo Pintacuda     |
| Scuderia Materassi | Talbot      | 700    | 1,5 L vrstni-8 1,7 L vrstni-8 | Tazio Nuvolari      |

## Velike nagrade

### Grandes Épreuves
| Velika nagrada          | Dirkališče   | Datum        | Zmag. dirkač            | Zmag. moštvo | Poročilo |
| ----------------------- | ------------ | ------------ | ----------------------- | ------------ | -------- |
| Indianapolis 500        | Indianapolis | 30. maj      | Ray Keech               | Miller       | Poročilo |
| Velika nagrada Francije | Le Mans      | 9. september | William Grover-Williams | Bugatti      | Poročilo |

### Ostale Velike nagrade
| Velika nagrada                | Dirkališče    | Datum         | Zmag. dirkač        | Zmag. moštvo | Poročilo |
| ----------------------------- | ------------- | ------------- | ------------------- | ------------ | -------- |
| Velika nagrada Tripolija      | Tripoli       | 24. marec     | Gastone Brilli-Peri | Talbot       | Poročilo |
| Velika nagrada Antibesa       | Garoupe       | 1. april      | Mario Lepori        | Bugatti      | Poročilo |
| Velika nagrada Riviere        | Cannes        | 7. april      | Edward Bret         | Bugatti      | Poročilo |
| Velika nagrada Alžirije       | Staouéli      | 7. april      | Marcel Lehoux       | Bugatti      | Poročilo |
| Velika nagrada Monaka         | Monaco        | 14. april     | »Williams«          | Bugatti      | Poročilo |
| Velika nagrada Alessandrie    | Alessandria   | 21. april     | Achille Varzi       | Alfa Romeo   | Poročilo |
| Targa Florio/Coppa Florio     | Madonie       | 5. maj        | Albert Divo         | Bugatti      | Poročilo |
| Velika nagrada Burgundije     | Dijon         | 9. maj        | »Georges Philippe«  | Bugatti      | Poročilo |
| Velika nagrada Frontieresa    | Chimay        | 19. maj       | Goffredo Zehender   | Alfa Romeo   | Poročilo |
| Velika nagrada Rima           | Tre Fontane   | 26. maj       | Achille Varzi       | Alfa Romeo   | Poročilo |
| Velika nagrada Mugella        | Mugello       | 9. junij      | Gastone Brilli-Peri | Talbot       | Poročilo |
| Velika nagrada Pikardije      | Péronne       | 9. junij      | Henry Auber         | Bugatti      | Poročilo |
| Velika nagrada Lyona          | Quincieux     | 16. junij     | Hans Simons         | Bugatti      | Poročilo |
| Velika nagrada Thuina         | Thuin         | 23. junij     | Freddy Charlier     | Bugatti      | Poročilo |
| Grand Prix de la Marne        | Reims-Gueux   | 7. julij      | Philippe Etancelin  | Bugatti      | Poročilo |
| Velika nagrada Dieppa         | Dieppe        | 7. julij      | René Dreyfus        | Bugatti      | Poročilo |
| Coppa di Camaiore             | Camaiore      | 7. julij      | Renato Balestrero   | Bugatti      | Poročilo |
| Coppa Ciano                   | Livorno       | 21. julij     | Achille Varzi       | Alfa Romeo   | Poročilo |
| Velika nagrada San Sebastiána | Lasarte       | 25. julij     | Louis Chiron        | Bugatti      | Poročilo |
| Grand Prix du Comminges       | Saint-Gaudens | 18. avgust    | Philippe Etancelin  | Bugatti      | Poročilo |
| Velika nagrada La Baule       | La Baule      | 22. avgust    | Philippe Etancelin  | Bugatti      | Poročilo |
| Velika nagrada Monze          | Monza         | 15. september | Achille Varzi       | Alfa Romeo   | Poročilo |
| Velika nagrada Cremone        | Cremona       | 29. september | Gastone Brilli-Peri | Alfa Romeo   | Poročilo |
| Velika nagrada Tunisa         | Le Bardo      | 17. november  | Gastone Brilli-Peri | Alfa Romeo   | Poročilo |